# Bocageopsis multiflora
Bocageopsis multiflora (Mart.) R.E.Fr. – gatunek rośliny z rodziny flaszowcowatych (Annonaceae Juss.). Występuje naturalnie w Gujanie Francuskiej, Surinamie, Gujanie, Wenezueli, Kolumbii, Ekwadorze, Peru, Boliwii oraz Brazylii (w stanach Amazonas, Pará, Rondônia, Roraima i Mato Grosso). 

## Morfologia
PokrójZimozielone drzewo dorastające do 13–22 m wysokości.
LiścieMają kształt od podłużnego do eliptycznego. Mierzą 9–14 cm długości oraz 2–3 cm szerokości. Ogonek liściowy jest lekko owłosiony i dorasta do 4–8 mm długości.
KwiatyZebrane w pęczkach. Rozwijają się na pniach i gałęziach (kaulifloria). Działki kielicha mają owalny kształt i dorastają do 1–2 mm długości. Płatki mają eliptyczny kształt i osiągają do 3 mm długości. Kwiaty mają 6 słupków.
OwocePojedyncze. Mają kulisty kształt. Osiągają 4–6 mm długości.

## Biologia i ekologia
Rośnie w wiecznie zielonych lasach. Występuje na wysokości do 500 m n.p.m.